# 32. децембар
32. децембар је романтична драма из Српске о три бањолучка пара чије се судбине испреплићу у новогодишњој ноћи. Сценарио и режију за филм „32. децембар“ је написао Саша Хајдуковић. Филм је први пут премијерно приказан на дан 2. децембар 2009. у Бањој Луци.

## Радња
Романтична драма о три пара из Бање Луке чије се судбине преплићу током дочека Нове године, између 31. децембра и 1. јануара.
Овај филм доноси причу о људима у новогодишњој ноћи, гдје људи уместо да пређу у 1. јануар, одлазе у 32. децембар. Филм у себи преплиће три „обичне“ приче које се у Бањој Луци дешавају у новогодишњој ноћи. Све приче су с трилерским завршецима, а јунаци филма су типични представници друштва. Сваки од три лика тражи неки свој пут да у нову годину уђе као нова личност, само је питање колико у томе успијевају.

## Буџет
Снимање филма је финансирала Влада Републике Српске са 190.000 КМ.
| „                                                                                 | Подржали смо овај пројекат из више разлога, прије свега, због тога што је то пројекат Републике Српске јер су сви људи који раде на овом филму, осим тонаца, из Републике Српске. То су млади људи са Академије умјетности и за њих је ово веома важно искуство. Вјерујем да ће овај пројекат бити подстицај за младе људе да снимају филмове и учествују у стварању филмске индустрије Републике Српске. | ” |
| — Министар просвјете и културе Републике Српске Антон Касиповић, 23. јануар 2009. | |   |